# محمود طاهر لاشين
محمود طاهر لاشين (1894-1954) هو كاتب قصص مصري يعتبر من رواد فن القصة القصيرة في مصر.

## حياته
وُلِد محمود طاهر لاشين في 7 يونيه 1894 بحي السيدة زينب في حارة حسني، وتلقى تعليمه الابتدائي بمدرسة محمد علي، ثم التحق بالخديوية الثانوية، بعدها تخصص في الهندسة بمدرسة المهندسخانة العليا، وعمل بعد تخرجه مهندسًا في مصلحة التنظيم، التي أخذ يترقى فيها حتى وصل إلى درجة «مدير عام»، ثم طلب إحالته إلى المعاش في أواخر سنة 1953، بغيةَ التفرغ للإنتاج الأدبي، وقد قضى طاهر لاشين شبابه عزَبًا، فلم يتزوج إلا في الخامسة والأربعين، غير أنه لم ينجب أولادًا، وقد انتقل بعد زواجه من حارة حسني إلى حي العجوزة.
اشتهر لاشين بالفكاهة، ويؤكد حبيب الزحلاوي أنه «قلما تسمَع منه نكتة تنحرف عن الذوق الدقيق» كما كان يتمتع بالطبع الرضيِّ والنفس السمحة، ولا يزال مَن بقي على قيد الحياة من زملائه في العمل يذكرونه رجلًا متواضعًا سَمْحًا كريمًا، لا يتعالى، بل يداعب مرؤوسيه بنكاتِه، وقد أعانه، على هذه السماحة، انغماره بين طوائف الشعب بحكم عمله، واتصاله بأصناف متنوعة من الناس، ورؤيته إياهم عن قرب داخل بيوتهم، وبخاصة أنه وُلد وتربى وكبر في حي شعبي، هو حي السيدة زينب.
كان لاشين مغرَمًا بالقراءة، وقد هام منذ صغره بالاطلاع على الآداب الأوربية، وبخاصة الإنجليزية والفرنسية والروسية، وكان يعجب ببعض الكتاب إعجابًا خاصًّا، مثل: ديكنز ومارك توين وتشيخوف، وكان لأخيه، فضلٌ عليه من هذه الناحية، وهو صاحب المكتبة التي أسبلت على البيت جوًّا ثقافيًّا، كما يرجع الفضل إليه في إقدام طاهر لاشين على تأليف المسرحيات.
تُوفي محمود طاهر لاشين في 17 إبريل 1954 بالسكتة القلبية.

## مسيرته المهنية
كان لاشين في البداية ينشر قصصه في مجلة الفنون، التي كانت تصدر نصف شهرية عام 1924، ثم في صحيفة الفجر، التي صدرت في يناير 1925، ثم في مجلة الجديد، التي كان يصدرها محمد المرصفي، والمجلة الجديدة، التي أصدرها سلامة موسى، وبعد ذلك في الهلال، كما كان يعيد نشر قصصه في مجلات أخرى.

## أسلوبه في الكتابة
تبني محمود طاهر لاشين الاتجاه الواقعي للقصة القصيرة، لم يقتصر لاشين على عرض المشاكل التي تعتري المجتمع، لكنه توغل في داخل المجتمع المصري وصولا إلى الطبقة الشعبية فأحد أبرز القصص المتفردة للاشين وهي من المجموعات المتقدمة والتي عنونها بـ«بيت الطاعة» تعكس قدرة وموهبة الكاتب في التغلغل إلى الطبقات الشعبية في مصر وتحاول عرض مشاكلها وتأصلها، كما ترسم شخصيات القصة بإحساس واقعي وعناية في الوصف والتحليل والحوار.
استمد محمود طاهر لاشين موضوعات قصصه من مشاهداته؛ فهو مهندس تنظيم، يجول خلال البيوت والدكاكين، ويقابل أنماطًا مختلفة من الناس، كما استمدها من القصص الأجنبي عن طريق الاقتباس أحيانًا أخرى، وإن كان هذا في نطاق ضيق؛ كاقتباسه أقصوصة «الانفجار» من أقصوصة لتشيخوف، وإن كان قد أعطاها جوًّا مصريًّا خالصًا.

## مؤلفاتة
- يحكى أن وقصص أخرى
- سخرية الناي
- حواء بلا آدم
- النقاب الطائر وقصص أخرى.[9]